# 多耙孔頭鯛
多耙孔頭鲷，为輻鰭魚綱奇鯛目大鱗鲷科的其中一種。分布於東大西洋區，從幾內亞至剛果海域，屬深海魚類，棲息深度350公尺，魚體具有向前及向上的肩棘，在側面的邊緣中頭部有圓頭的角，鰓耙廣泛呈扁長形，背鰭硬棘3枚；背鰭軟條14至15枚；臀鰭硬棘1枚；臀鰭軟條8枚，體長可達7.6公分。

## 扩展阅读
維基物種上的相關：多耙孔頭鲷